# 温州职业技术学院
温州职业技术学院是位于浙江省温州市的一所大專院校，1999年经教育部批准创办。坐落于温州高教园区，校园总占地837.2亩，建筑面积23.9万平方米，总投资超7.4亿元。